# Roberto Pla Sales
Roberto Pla Sales (Valencia, 1915-Madrid, 2004). Fue un músico, escritor, traductor y glosador español.

## Síntesis biográfica
Roberto Pla Sales, nació en Valencia, pero vivió, estudió y llevó a cabo su actividad musical y literaria en Madrid, donde se trasladó con su familia a temprana edad. Descubrió pronto su vocación musical, estudió en El Real Conservatorio de Madrid y se convirtió en músico de carrera. En dicho conservatorio ejerció durante muchos años la docencia. Paralelamente, atendió a su profunda inquietud por conocer de primera mano, estudiar y entender las concepciones históricas de las grandes vías espirituales y religiosas de la humanidad, sus fuentes y sus textos principales, inquietud que le llevó incluso a aprender sánscrito con el fin de acceder directamente a los manantiales documentales de tal idioma. Se casó con la pianista Carmen Pardo Navarro.  

## Actividad musical
En el ámbito de la música en España, fue decisiva su colaboración con la soprano Lola Rodríguez Aragón a la hora de crear la Escuela Superior de Canto, escuela en la que, una vez en funcionamiento, desempeñó durante muchos años la cátedra de Musicología, y de la que llegó a ser director. Asimismo, fue significativa su participación en la constitución de la Fundación Nacional de Arte Lírico, del Coro de Cantores Clásicos (convertido posteriormente en el Coro de RTVE) y de la Orquesta Nacional de España. Con el sello Hispavox, del que fue director musical, llevó a cabo numerosas grabaciones de zarzuela y de música antigua española, siendo su aportación más destacada la colección, “Antología de la Música Hispana”. A su autoría se debe también la “Transcripción integral según la métrica latina de las Cantigas de Santa María de Alfonso X”. Su decidido interés en la divulgación musical le llevó a promover y posteriormente a dirigir los programas musicales de Radio Nacional de España. Compuso numerosas canciones de concierto. Donó su archivo personal, tanto relativo a la música como a su actividad literaria, a la Biblioteca Nacional de España.

## Actividad literaria
Roberto Pla Sales fue autor, traductor y glosador de Textos de Sabiduría. Su obra magna fue “El Hombre, templo de Dios vivo. Exégesis oculta de la religión de Cristo, a partir de comentarios al Evangelio de Tomás”. Fue asimismo articulista y colaborador de revistas especializadas, principalmente de las tradiciones orientales, como Sarasvati. 

## Obras principales
- El Hombre, templo de Dios vivo. Exégesis oculta de la religión de Cristo, a partir de comentarios al Evangelio de Tomás. (Edición revisada). Editorial Sirio, 2018.
- Transcripción integral de las Cantigas de Santa María de Alfonso X El sabio. Traducción de los textos antiguos latinos con valoración moderna de sus métricas musicales. Editorial Música Didáctica, 2001.[7]
- Bhagabad Gita. Revisión de la traducción y comentarios. Editorial Olañeta, 2013.
- Kariká y comentarios a la Andukyopanishada. Traducción, refundición y glosas a partir de la versión directa del Swami Nikhilanand. Editorial Sirio, 1987.
- Viveka-Suda-Mani, La joya suprema del discernimiento. Traducción y comentarios. Editorial Sirio, 2009.
- Un yoga para occidente. El Asparsha Yoga. Traducción y notas. Editorial Sirio, 1993.
- Tao Te King. Reinterpretación, de acuerdo con los criterios de Richard Wilhem. Editorial Diana, 1972.
- Odas sagradas de Salomón. Preparación y comentarios. Editorial Nous, 2021.[4]